# Onehunga
Onehunga est un faubourg situé au sud d'Auckland en Nouvelle-Zélande, entre Panmure, Royal Oak et Hillsborough.
Il s'agit d'un quartier populaire doté d'une importante zone industrielle. L'école principale de cette banlieue est l'Onehunga High School. La rue principale et commerciale est Onehunga Mall.
Sa population était de 12 430 habitants en 2023.

## Histoire

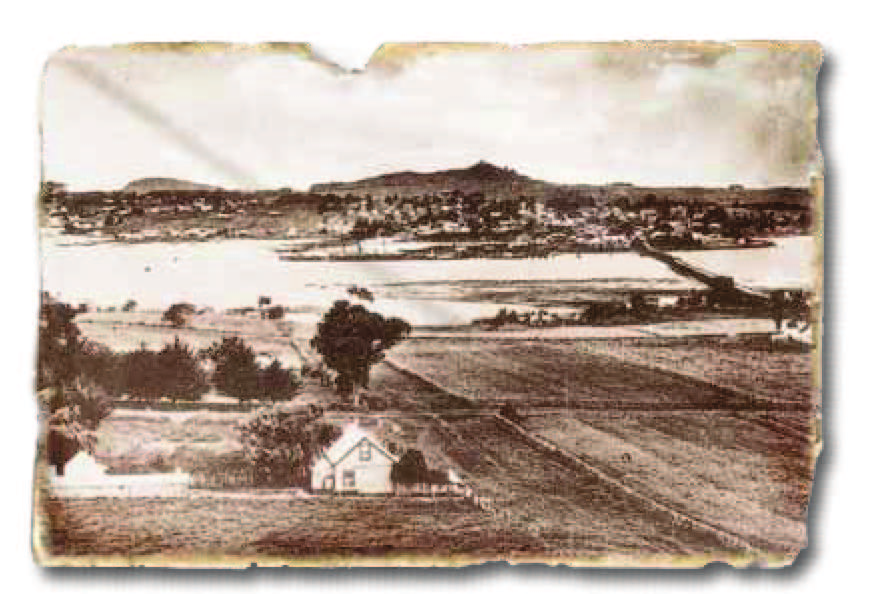
Photo du village historique d’Onehunga.